# Хоптяр Сергій Вікторович
Сергі́й Ві́кторович Хоптяр (нар. 27 травня 1996 — пом. 19 серпня 2016) — старший солдат Збройних сил України, учасник російсько-української війни.

## Життєпис
Народився 1996 року в селі Соколівка (Ярмолинецький район, Хмельницька область). Закінчив Соколівську ЗОШ та Ярмолинецький професійний ліцей — за спеціальністю слюсар з ремонту автомобілів та водій.
У липні 2014 року призваний на строкову службу, проте вирішив одразу підписати контракт; через два місяці після підготовки поїхав на фронт. Старший солдат, заступник командира взводу, 53-тя окрема механізована бригада.
Протягом 2014—2016 років брав участь у боях операції на сході України. Згодом у складі взводу служив у місці основної дислокації частини. З березня 2016 року знову брав участь у бойових діях.
19 серпня 2016-го пополудні загинув під час раптового короткочасного обстрілу, вчиненого терористами з АГС поблизу смт Зайцеве — внаслідок вибуху гранати, прикривши собою товариша. Сергій якраз прямував з побратимом на пост та не встиг сховатися в укритті; зазнав численних осколкових поранень у живіт та шию. Його товариш був легко поранений у ногу, оскільки основна маса осколків влучила в Сергія.
24 серпня 2016 року похований у Соколівці з військовими почестями за присутности майже пів тисячі людей.
Без Сергія лишились мама, старший брат, бабуся, двоюрідні та троюрідні брати й сестри.

## Нагороди та вшанування
- указом Президента України № 522/2016 від 25 листопада 2016 року «за особисту мужність і високий професіоналізм, виявлені у захисті державного суверенітету та територіальної цілісності України, вірність військовій присязі» — нагороджений орденом «За мужність» III ступеня (посмертно)[1]
- 12 жовтня 2017 у Ярмолинецькому професійному ліцеї встановлено меморіальну дошку Петрові Бойку, Сергію Хоптяру та Володимиру Сергійовичу Швецю.